# Nando Cicero
Nando Cicero (22 de enero de 1931 – 30 de julio de 1995) fue un director y actor cinematográfico de nacionalidad italiana.

## Biografía
Su verdadero nombre era Fernando Cicero, y nació en Asmara, en la actual Eritrea. Inició su carrera artística trabajando como actor, siendo dirigido por cineastas de la talla de Luchino Visconti, Roberto Rossellini, Francesco Rosi y Alberto Lattuada. Actuó en un total de once películas entre 1953 y 1962, siempre en papeles de reparto.
Ayudante de dirección de Visconti y de Rosi (con este último dirigió en 1963 Le mani sulla città), en 1966 debutó en la dirección con el film Lo scippo, tras el cual dirigió tres cintas del género Spaghetti western. Sin embargo, a partir de 1970 se centró en la comedia, dirigiendo algunas parodias protagonizadas por Franco Franchi y Ciccio Ingrassia, siendo la primera de ellas Ma chi t'ha dato la patente?. En 1973 se estrenó su película de mayor fama, Ultimo tango a Zagarol, comedia que parodiaba a la obra maestra de Bernardo Bertolucci El último tango en París. En dicha película Franco Franchi actuaba sin su amigo Ciccio, y su trabajo fue elogiado por Robert De Niro mientras este se encontraba rodando en Sicilia  El padrino II.
A partir del rodaje de L'insegnante, Cicero se confirmó como uno de los directores más importantes de la comedia sexy a la italiana, rodando títulos como La dottoressa del distretto militare y La soldatessa alle grandi manovre. Cicero trabajó habitualmente con Edwige Fenech, aunque hizo una excepción con W la foca (1982), film protagonizado por Lory Del Santo.
Tras el declinar del género, se retiró en 1983; su última película fue Paulo Roberto Cotechiño centravanti di sfondamento, protagonizada por Álvaro Vitali y Carmen Russo. Fue apodado "el Fellini de Trastevere" por sus admiradores.
Nando Cicero falleció en Roma, Italia, en 1995.

## Filmografía

### Actor
- Senso, de Luchino Visconti (1953)
- Divisione Folgore, de Duilio Coletti (1954)
- Andrea Chénier, de Clemente Fracassi (1955)
- Il campanile d'oro, de Giorgio Simonelli (1955)
- L'inferno addosso, de Gianni Vernuccio (1959)
- Vanina Vanini, de Roberto Rossellini (1961)
- Salvatore Giuliano, de Francesco Rosi (1962)
- La steppa, de Alberto Lattuada (1962)
- W la foca (1982)

### Ayudante de dirección
- Noches blancas (1957)
- Salvatore Giuliano (1962)
- Le mani sulla città (1963)

### Director
- Lo scippo (1966)
- Il tempo degli avvoltoi (1967)
- Professionisti per un massacro (1967)
- Due volte Giuda (1969)
- Ma chi t'ha dato la patente? (1970)
- Armiamoci e partite! (1971)
- Ku-Fu? Dalla Sicilia con furore (1973)
- Ultimo tango a Zagarolo (1973)
- Bella, ricca, lieve difetto fisico, cerca anima gemella (1973)
- L'insegnante (1975)
- Il gatto mammone (1975)
- La soldatessa alla visita militare (1977)
- La soldatessa alle grandi manovre (1978)
- La liceale, il diavolo e l'acqua santa (1979)
- L'assistente sociale tutto pepe (1981)
- W la foca (1982)
- Paulo Roberto Cotechiño centravanti di sfondamento (1983)